# Antreville
Antreville statisztikai település az USA Dél-Karolina államában, Abbeville megyében. Lakosainak száma 147 fő (2020. április 1.).

## Népesség
A település népességének változása:

| 2010 | 140 |
| 2020 | 147 |